# Sapone di Marsiglia

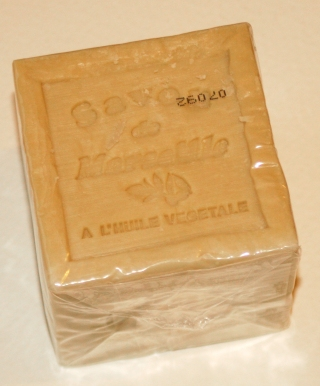
Sapone di Marsiglia

Il sapone di Marsiglia è un sapone tradizionale prodotto con oli vegetali nella zona attorno a Marsiglia, in Francia, da circa 600 anni.

## Storia
Il sapone di Marsiglia deriva dal Sapone di Aleppo: un prodotto che rappresenta migliaia di anni di cultura e di storia. La tecnica di fabbricazione originaria della città di Aleppo, in Siria, a base d'olio d'oliva e di alloro, a seguito delle crociate si è diffusa attraverso il Bacino del Mediterraneo, passando per l'Italia e la Spagna, per raggiungere Marsiglia.
A partire dal XII secolo a Marsiglia c'erano fabbricanti di sapone che utilizzavano come materia prima l'olio d'oliva prodotto localmente. La soda (all'epoca la parola "soda" designava il carbonato di potassio) proveniva dalle ceneri della combustione di una pianta, la salicornia.
Crescas Davin, nel XIV secolo, è il primo saponaio ufficiale della città. 
Nel 1593, Georges Prunemoyr superò la fase artigianale, fondando la prima fabbrica marsigliese.
All'inizio del XVII secolo, la produzione dei saponifici marsigliesi soddisfaceva appena la domanda della città e del territorio. Il porto di Marsiglia riceveva anche saponi da Genova e da Alicante. 
Ma quando la guerra bloccò l'approvvigionamento dalla Spagna, i saponai marsigliesi furono obbligati ad aumentare la loro produzione per poter soddisfare i francesi del nord e gli acquirenti olandesi, tedeschi e inglesi.
Nel 1660, si contavano nella città sette fabbriche la cui produzione annuale toccava quasi 20.000 tonnellate. 
Sotto il regno di Luigi XIV, la qualità delle produzioni marsigliese era tale che il "Sapone di Marsiglia" divenne un nome comune.
Si trattava allora di un sapone di colore verde, che si vendeva soprattutto in barre di 5 kg o in pani di 20 kg.
Il 5 ottobre 1688 l'editto di Colbert, Ministro della Real Casa di Luigi XIV, regolamentò la fabbricazione del sapone.
Ai sensi dell'articolo III di quest'editto: 
(Editto di Colbert del 5 ottobre 1688)
I saponai dovevano cessare la loro attività d'estate poiché il calore nuoce alla qualità del sapone. 
Questa regolamentazione garantì la qualità del sapone che ha reso rinomati i saponifici marsigliesi.
Frattanto, fabbriche di sapone si installarono nella regione, a Salon-de-Provence, Tolone o Arles.
Nel 1786, 48 saponifici producevano a Marsiglia 76.000 tonnellate, impiegando 600 operai e 1.500 lavoratori forzati, prestati dall'arsenale delle galere. 
Dopo la crisi dovuta alla Rivoluzione francese, l'industria marsigliese continuò a svilupparsi fino a contare 62 saponifici nel 1813.
All'epoca la soda si otteneva dall'acqua di mare grazie al procedimento inventato da Nicolas Leblanc.
A partire da 1820, nuovi tipi di grassi furono importati e transitarono per il porto di Marsiglia: gli oli di palma, d'arachide, di cocco e di sesamo che furono utilizzati per la fabbricazione del sapone.
I saponifici marsigliesi subirono la concorrenza di quelli inglesi o parigini, questi ultimi usavano il sego che dà un sapone meno costoso.
All'inizio dello XX secolo, nella città di Marsiglia c'erano 90 saponifici. 
François Merklen fissò nel 1906 la formula del sapone di Marsiglia: 63% d'olio di copra o di palma, 9% di soda, 28% d'acqua.
Quest'industria restò fiorente fino alla prima guerra mondiale quando la difficoltà nei trasporti marittimi mise in serio pericolo l'attività dei saponai.
Nel 1913, la produzione era di 180.000 tonnellate ma precipitò a 52.817 tonnellate nel 1918.
Dopo la guerra, i saponifici beneficiarono dei progressi della meccanizzazione e la produzione raggiunse le 120.000 tonnellate nel 1938, benché la qualità del prodotto restasse legata ai vecchi procedimenti di fabbricazione.
Allo scoppio della seconda guerra mondiale, Marsiglia garantiva sempre la metà della produzione francese, ma gli anni che seguirono furono disastrosi: il sapone fu soppiantato dai detersivi di sintesi ed i saponifici marsigliesi chiusero uno dopo l'altro, limitando le attività a poche realtà produttive di esso.